# Потоцкий, Якуб (1554)

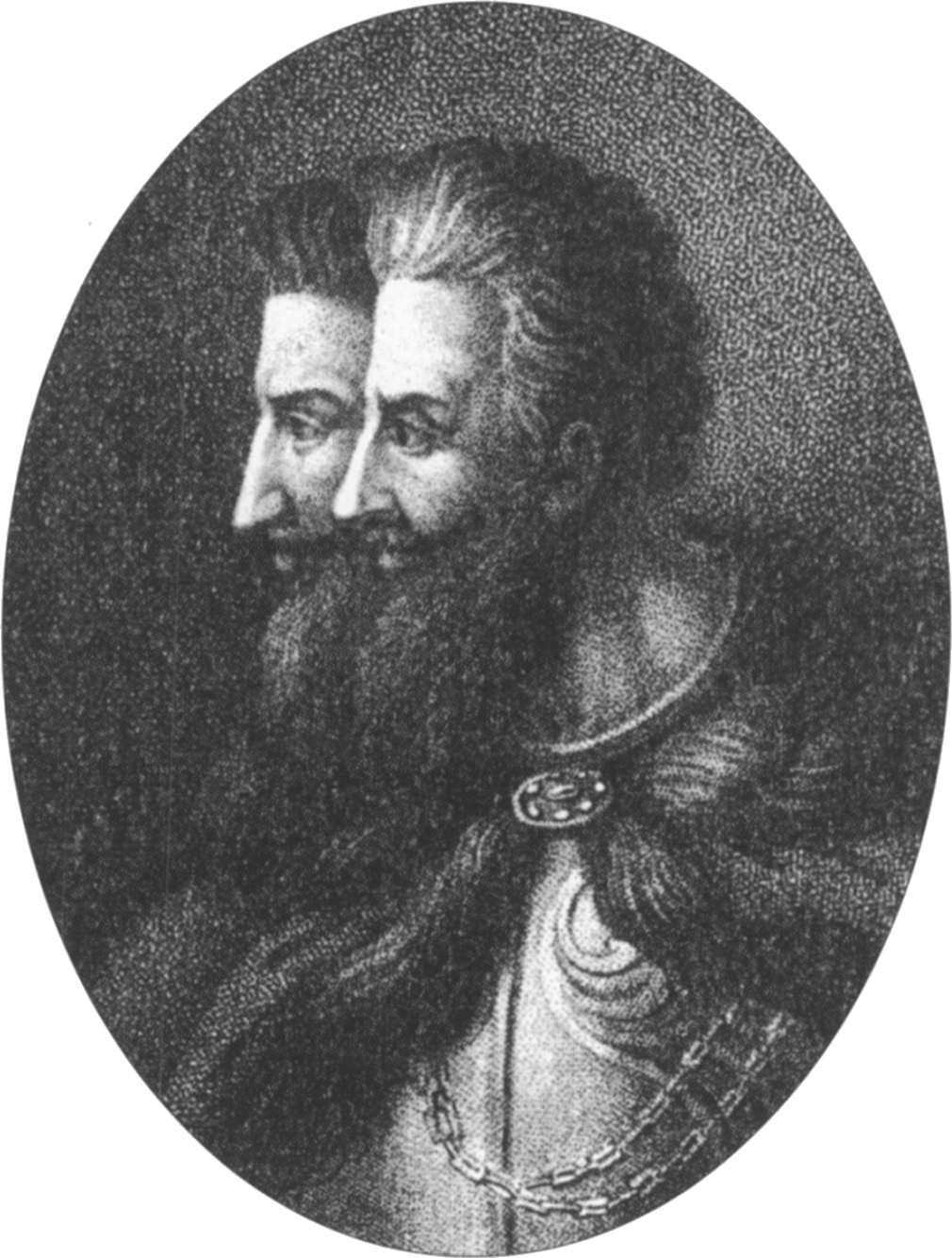
Ян и Якуб Потоцкие

Я́куб Пото́цкий (пол. Jakub Potocki; ок. 1554, Каменец-Подольский — 1613, Золотой Поток) — польский военачальник, воевода брацлавский, каштелян каменецкий, староста белокаменский, белоцерковский и летичевский. Из рода Потоцких.

## Биография
Ротмистр королевский, с 1580 года — «Генерал земель Подольских», каштелян Каменецкий с 1609 года, воевода брацлавский с 1611 года.
Якуб Потоцкий состоял при дворе короля польского и великого князя литовского Сигизмунда II Августа. Во времена короля Сигизмунда III Вазы был многолетним каштеляном каменецким.
Женился на Ядвиге Тарновской в 1603 году.
Отличился при Осаде Смоленска. После смерти своего брата Яна получил должность воеводы брацлавского.

## Семья
- Жена — Ядвига Тарновская (? — до 1629)
- Сын — Николай Потоцкий (1595—1651) — гетман великий коронный
- Отец — Николай Потоцкий (1517 — 2 мая 1572) — староста каменецкий.
- Мать — Анна Черминьская (1525—1579)
- Братья — Стефан, Ян, Анджей.